# Lucyana Genésio
Karla Lucyana Soares Canto Costa, mais conhecida como Lucyana Genésio (São Luís, 08 de outubro de 1979), é uma médica e política brasileira filiada ao PDT. Foi deputada federal suplente pelo estado do Maranhão, tendo exercido o mandato de 18 de junho de 2024 até 16 de outubro de 2024, durante o afastamento do titular Márcio Honaiser.

## Carreira política
Nas eleições de 2022, Lucyana Genésio foi candidata a deputada federal pelo Maranhão e obteve 36.991 votos, ficando como suplente pelo PDT.
Assumiu o mandato de deputada federal em 18 de junho de 2024, em substituição a Márcio Honaiser, titular da cadeira pelo PDT. Permaneceu no cargo até 16 de outubro de 2024, quando Honaiser retornou ao mandato.
Durante seu mandato, Lucyana integrou a Frente Parlamentar Evangélica do Congresso Nacional, reafirmando seu compromisso com os valores cristãos e a representação da comunidade evangélica no parlamento.